# Deep Purple Asian & African Tour

## Датуми концерата

### Азија
- Јужна Кореја 18 03 1995, Olympic Park Stadium, Сеул
- Јужна Кореја 19 03 1995, Olympic Park Stadium, Сеул

### Африка
- Јужна Африка 24 03 1995, Saambou Bank Arena, Преторија
- Јужна Африка 25 03 1995, Village Green Stadium, Дурбан
- Јужна Африка 27 03 1995, Arts Theatre, Кејптаун
- Јужна Африка 28 03 1995, Arts Theatre, Кејптаун
- Јужна Африка 29 03 1995, Arts Theatre, Кејптаун
- Јужна Африка 30 03 1995, Arts Theatre, Кејптаун
- Јужна Африка 01 04 1995, Nasrec, Јоханесбург
- Јужна Африка 02 04 1995, Nasrec, Јоханесбург

### Азија
- Индија 08 04 1995, Shahji Raje Bhosale Kreeda Sankul-Andheri Sports Complex, Бомбај
- Индија 14 04 1995, Jawaharial Nehru Stadium, Њу Делхи

## Постава
- Ијан Гилан - вокали
- Стиви Морс - гитаре
- Џон Лорд - Хамонд оргуље, клавијатуре
- Роџер Главер - бас
- Ијан Пејс - бубњеви